# إيدا لورا فايفر
إيدا لورا فايفر (14 أكتوبر 1797، فيينا – 27 أكتوبر 1858، فيينا)، هي مستكشفة وأديبة وعالمة في الأعراق البشرية من النمسا. كانت إحدى أوائل النساء الرحّالات، حيث ترجمت منشوراتها الأكثر مبيعاً إلى سبع لغات. سافرت حوالي 32,000 كيلومتر (20,000 ميل) براً، ونحو 240,000 كيلومتر (150,000 ميل) بحراً وذلك عبر جنوب شرق آسيا والأمريكتين والشرق الأوسط وأفريقيا، بما في ذلك رحلتان حول العالم من عام 1846 حتى 1855. كانت عضو في الجمعيات الجغرافية في كل من برلين وباريس، لكن لم تقبل الجمعية الجغرافية الملكية في لندن عضويتها، لأن الجمعية منعت انتخاب النساء قبل عام 1913. وتوفيت في فيينا، عن عمر يناهز 61 عاماً بسبب الملاريا.